# Кусан
Кусан (фр. Coussan) насеље је и општина у јужној Француској у региону Миди Пирене, у департману Горњи Пиринеји која припада префектури Тарб.
По подацима из 2011. године у општини је живело 119 становника, а густина насељености је износила 38,14 становника/km². Општина се простире на површини од 3,12 km². Налази се на средњој надморској висини од 300 метара (максималној 330 m, а минималној 231 m).

## Демографија
| 1962. | 1968. | 1975. | 1982. | 1990. | 1999. | 2011. |
| ----- | ----- | ----- | ----- | ----- | ----- | ----- |
| 97    | 99    | 102   | 105   | 130   | 128   | 119   |

График промене броја становника у току последњих година